# Iuri Dudoglo
Iuri Dudoglo (* 9. Juli 1991) ist ein moldauischer Gewichtheber.
Er war 2006 Jugend-Europameister und 2009 Junioren-Vize-Weltmeister. 2010 nahm er zum ersten Mal an den Europameisterschaften der Aktiven teil und erreichte in der Klasse bis 56 kg den sechsten Platz. Bei den Weltmeisterschaften im selben Jahr startete er in der Klasse bis 62 kg und belegte den 16. Platz. 2011 wurde Dudoglo bei den Europameisterschaften Achter und bei den Weltmeisterschaften 15. Außerdem nahm er an der Universiade 2011 teil, bei der er Fünfter wurde. 2012 gewann er den Titel bei den U23-Europameisterschaften.
Danach ging Dudoglo für Aserbaidschan an den Start. Er war Fünfter bei der Universiade 2013 und Erster bei den U23-Europameisterschaften. Erst danach wurde bekannt, dass er bei einer Trainingskontrolle positiv auf Dehydrochlormethyltestosteron getestet worden war. Seine beiden Ergebnisse wurden gestrichen und er wurde für zwei Jahre gesperrt. Nach seiner Sperre kehrte er zurück nach Moldau und er belegte bei den Weltmeisterschaften 2015 den 18. Platz.